# Unare videodifficultatis
Pour les articles homonymes, voir Unare.
Genre
Espèce
Unare videodifficultatis, unique représentant du genre Unare, est une espèce d'opilions laniatores de la famille des Zalmoxidae.

## Distribution
Cette espèce est endémique de l'État de Miranda au Venezuela. Elle se rencontre vers Páez.

## Description
Le mâle holotype mesure 2,70 mm et la femelle paratype 1,67 mm.

## Publication originale
- González-Sponga, 1987 : « Aracnidos de Venezuela. Opiliones Laniatores I. Familias Phalangodidae y Agoristenidae. » Boletin de la Academia de Ciencias Fisicas, Matematicas y Naturales, vol. 23, p. 1–562.